# Jodenvervolgingen na de Zwarte Dood

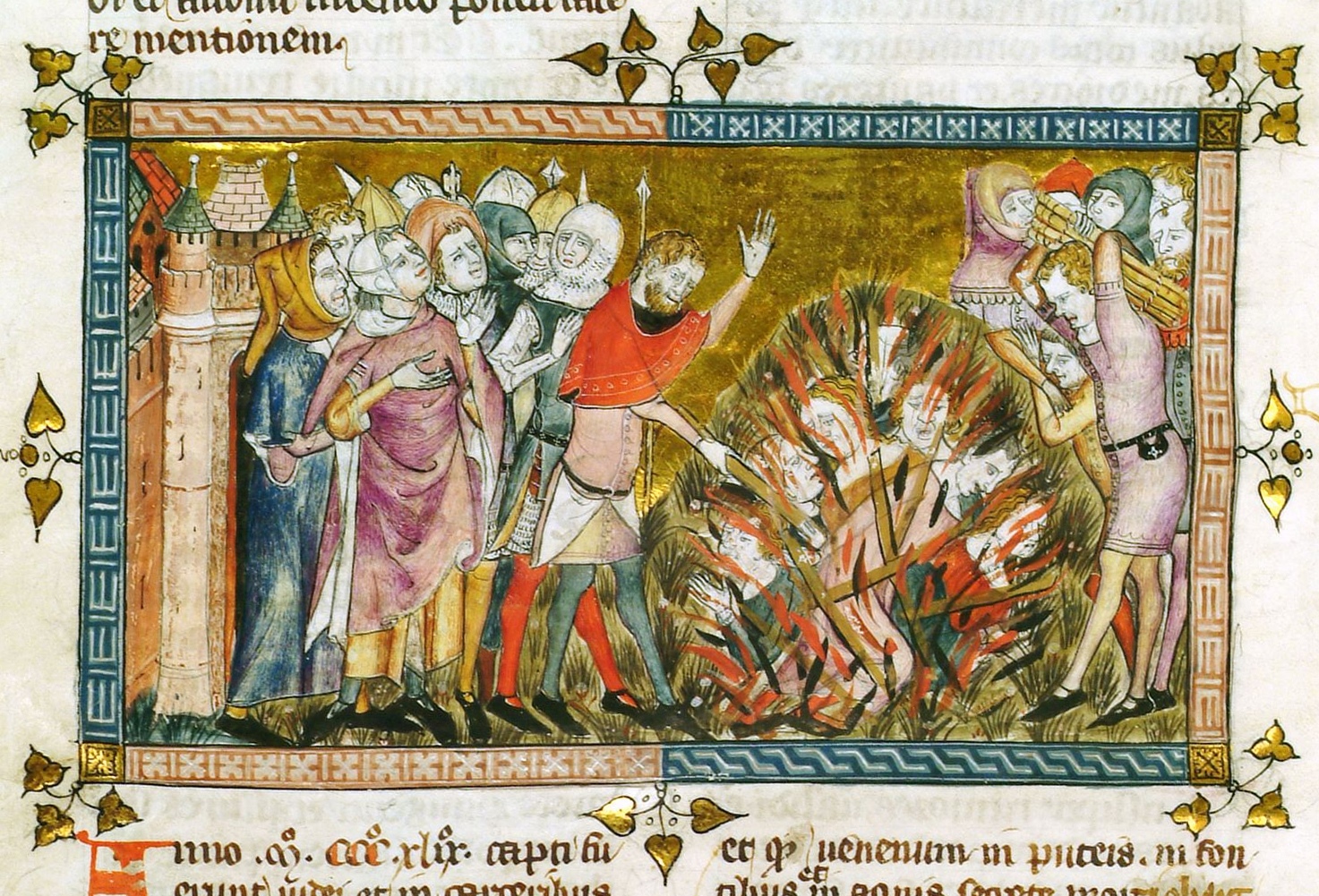
Executie van Joden tijdens de Zwarte Dood in 1349 (miniatuur van Pierart dou Tielt in het Tractatus quartus van Gilles Li Muisis).

De Jodenvervolgingen na de Zwarte Dood waren een reeks gewelddadige aanvallen op Joodse gemeenschappen, die ten onrechte verantwoordelijk werden gehouden voor de uitbraak van de Zwarte Dood in Europa tussen 1348 en 1351. De Joodse gemeenschappen werden ervan beschuldigd de pestepidemie te hebben veroorzaakt door het vergiftigen van bronnen en waterputten. Pas eeuwen later werd duidelijk dat de pest wordt veroorzaakt door een bacterie die door vlooien wordt verspreid.
De aanvallen waren uitingen van een algemeen diepgeworteld antisemitisme maar werden soms ook gemotiveerd door winstbejag.  De pogroms vonden door heel Europa plaats maar het geweld was vooral in het Rijnland erg heftig. Honderden gemeenschappen werden tussen 1348 en 1351 vernietigd, meestal zonder dat de overheid probeerde in te grijpen. De laatste grote pogroms vonden in 1349 plaats in Antwerpen en in Brussel, waar de hele Joodse bevolking werd uitgemoord. Een oproep van paus Clemens VI om de Joodse gemeenschappen te sparen werd bijna overal genegeerd. Om aan het geweld te ontkomen trokken veel Joden naar Polen en Rusland, waar ze nieuwe gemeenschappen stichtten.

## Geweldsexplosies tegen de Joden
Halverwege de 14e eeuw trok de pest door Europa en roeide een kwart tot de helft van de bevolking uit. De ziekte wordt veroorzaakt door een bacterie die via op ratten levende vlooien wordt verspreid. Voor de middeleeuwers was het ontstaan en de verspreiding van de Zwarte Dood echter een volledig mysterie. 
Joden werden snel aangewezen als zondebok. Het gerucht ging dat de Joden de ziekte hadden veroorzaakt door waterputten te vergiftigen. Ook bestond de indruk dat er in Joodse gemeenschappen minder slachtoffers waren, wat de Joden in de ogen van velen verdacht maakte. Het gerucht over de vergiftigde waterputten leek geloofwaardiger te worden toen in september 1348 enkele Joden in Genève onder marteling het verhaal bevestigden. Er zou sprake zijn van kleine zakjes gif die vanuit Toledo (Spanje) door Europa werden gesmokkeld. Dit verhaal werd per brief van stad naar stad verspreid en droeg bij aan agressie jegens Joodse gemeenschappen.
De eerste bloedbaden die rechtstreeks verband hielden met de pest vonden plaats in april 1348 in Toulon (Frankrijk) waar een Joodse wijk werd geplunderd en veertig Joden werden vermoord in hun huizen. Vervolgens gebeurde hetzelfde in Barcelona. In 1349 verspreidde de vervolging zich over heel Europa, met moordpartijen in de steden Erfurt en Bazel, en in de graafschappen Aragon en Vlaanderen. Op 14 februari 1349 (Valentijnsdag) werden 2000 Joden levend verbrand in Straatsburg, hoewel de pest de stad nog niet eens had bereikt. Christelijke inwoners van Straatsburg verzamelden waardevolle Joodse bezittingen uit de nog smeulende as.
In het voorjaar van 1349 werd de Joodse gemeenschap in Frankfurt am Main vernietigd, gevolgd door de gemeenschappen in Mainz en Keulen. De 3000 Joodse bewoners van Mainz (andere bronnen spreken van 6000 inwoners) wisten aanvankelijk de christelijke aanvallers af te slaan. Uiteindelijk werd het Joodse getto onder de voet gelopen en werden de inwoners vermoord.
In Speyer werden Joodse lichamen in wijnvaten in de Rijn geworpen. Tegen het einde van 1349 waren de ergste pogroms in het Rijnland geëindigd en begonnen de vervolgingen in de steden langs de Oostzee en in Oost-Europa. In totaal werden honderden Joodse gemeenschappen vernietigd.
Veel Joden pleegden zelfmoord om niet het slachtoffer te worden van de vervolgingen. Zo koos de Joodse gemeenschap in Worms (400 personen) er vrijwillig voor om in het vuur te sterven.
Dit alles leidde ertoe dat veel Joden vanuit Noord- en Centraal Europa migreerden naar het veiligere Polen en Rusland, waar zo grote Joodse gemeenschappen ontstonden. Koning Casimir III van Polen bood onderdak en bescherming aan de Joden. Hij had zelf een Joodse minnares en was ook geïnteresseerd in het benutten van het economisch potentieel van de Joodse gemeenschap.
De laatste grote pogroms vonden in 1349 plaats in Antwerpen en in Brussel, waar de hele Joodse bevolking werd uitgemoord. Voor Brussel is de hoofdbron Gilles Li Muisit, een Doornikse kroniekschrijver die naar eigen zeggen niet aanwezig was bij de gebeurtenissen. Hem was verteld dat hertog Jan III gepoogd had de Joden in bescherming te nemen tegen de volkswoede, maar dat hij was ondermijnd door zijn oudste zoon waardoor meer dan zeshonderd Joden waren omgebracht.
Toen de pest in 1350 afnam, verminderde ook het geweld tegen Joodse gemeenschappen. In 1351 waren zowel de pest als de grootscheepse vervolging van Joden voorbij, hoewel antisemitisme, vervolging en discriminatie bleven bestaan.

## Reactie van kerk en overheid
In veel steden deden de autoriteiten weinig om de Joodse gemeenschappen te beschermen of steunden juist het geweld. Paus Clemens VI probeerde de Joodse gemeenschappen te beschermen door twee keer een pauselijke bul uit te brengen (op 6 juli 1348 en op 26 september 1348) waarin hij stelde dat diegenen die de schuld gaven aan de Joden "verleid door die leugenaar, de duivel" waren. Hierin werd Clemens geholpen door onderzoek van zijn persoonlijke arts Guy de Chauliac die op basis van zijn behandeling van de geïnfecteerden beargumenteerde dat de Joden niet de schuldigen waren.

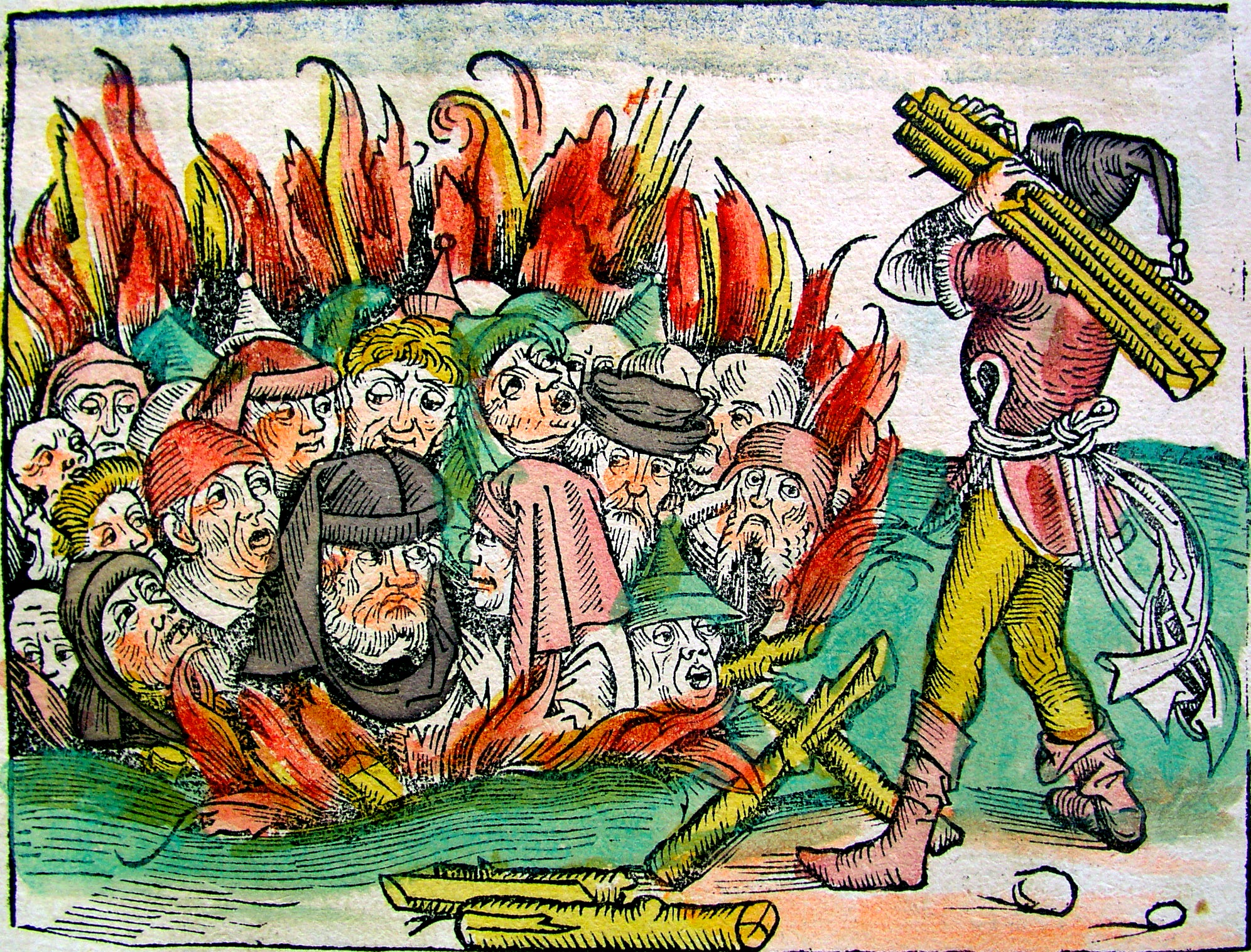
Joden op de brandstapel in Neurenberg. Afbeelding uit de Kroniek van Neurenberg (1493)

Paus Clemens wees erop dat ook Joden het slachtoffer werden van de pest en dat de ziekte voorkwam in streken waar geen Joden woonden. Hij riep de geestelijkheid op om Joden in bescherming te nemen. De bullen hadden voornamelijk effect in Avignon, op dat moment de zetel van de paus, en ander pauselijk grondgebied. Ook koning Peter IV van Aragón publiceerde een proclamatie met dezelfde strekking.
De inspanningen van Clemens werden gedeeltelijk teniet gedaan door de pas verkozen Rooms Koning Karel IV, die eigendommen van door rellen gedode Joden verbeurd verklaarde. Dit gaf de plaatselijke autoriteiten een financiële prikkel om niet op te treden tegen het geweld. Ook gaf hij persoonlijk toestemming voor de moord op de Joden van Neurenberg in 1349.
Veel vorsten deden pro forma pogingen om de Joden te beschermen maar traden niet echt op tegen de volkswoede, waarbij ook de te verwachten opbrengst van geplunderd of in beslag genomen Joods eigendom een rol speelde. Er waren slechts enkele uitzonderingen. Behalve de al eerder genoemde Casimir III van Polen bood ook Ruprecht I van de Palts onderdak aan Joodse vluchtelingen; Albrecht II van Oostenrijk wist de Joden op zijn grondgebied daadwerkelijk bescherming te bieden. Het stadsbestuur van Straatsburg verzette zich tegen de plannen voor een pogrom maar werd door de plaatselijke gildes afgezet en vervangen door een meer meegaand bestuur.

## Oorzaken van geweld tegen Joden

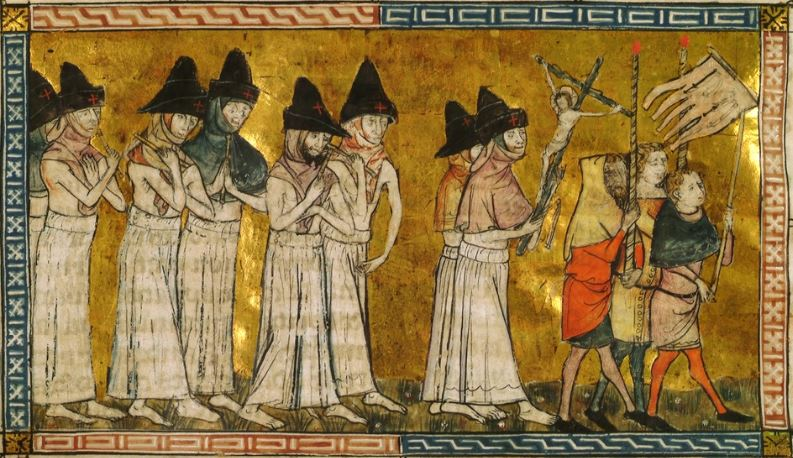
Flagellanten in Doornik. De komst van een groep flagellanten leidde vaak tot geweld tegen de Joodse gemeenschap (miniatuur van Pierart dou Tielt in het Tractatus quartus van Gilles Li Muisis).

Er zijn meerdere mogelijke verklaringen geopperd voor de beschuldiging dat de Joden de pest veroorzaakt zouden hebben. Een ervan luidt dat antisemitisme in de 14e eeuw wijd was verspreid, zowel op religieuze als economische gronden. Het officiële beleid van de Rooms-katholieke kerk was wel om Joden te beschermen omdat Jezus was geboren uit het Joodse volk. Vele christenen hadden echter een afkeer van de Joden omdat juist zij Christus niet hadden erkend als de Messias. Er circuleerden in Europa al langer antisemitische verhalen over de vermeende kwaadaardigheid van de Joden, waaronder het beruchte bloedsprookje.
Joden speelden daarnaast een belangrijke rol in de geldeconomie, onder andere in het verstrekken van leningen tegen rente. Winstbejag was een factor in het uitbreken van geweld, zowel voor 'het gewone volk' als 'de elite'. Elimineren van een Joodse gemeenschap bood kansen voor plundering. Schulden aan vermoorde of verdreven Joodse bankiers hoefden niet meer te worden afgelost.
Ook is het mogelijk dat de pest onder de Joden inderdaad relatief minder slachtoffers maakte, wat hen in de ogen van anderen verdacht zou hebben gemaakt. Er zijn veel joodse wetten die hygiëne bevorderen en mogelijk besmetting tegengaan: een Jood moet zijn of haar handen wassen voor het eten van brood en na toiletbezoek. Ook was het gebruikelijk voor joden om een keer per week vóór de sjabbat te baden, en moest een lijk gewassen worden voor de begrafenis.
Concrete aanleiding voor het geweld tegen de Joodse gemeenschap vormde soms de komst van een groep rondtrekkende flagellanten in een stad. Dit waren groepen van honderd tot duizend fanatieke (katholieke) gelovigen, die zichzelf geselden en mensen opriepen tot berouw en boetedoening. Zij waren vooral actief in de Lage Landen, Duitsland en Picardië, en wisten keer op keer de plaatselijke bevolking op te zwepen tegen de Joodse 'gifmengers'. In 1349 werd het optreden van de flagellanten door de paus aan banden gelegd. Dit valt samen met het eind van het grootschalige geweld tegen Joden, en het eind van de pest.

## Joodse verhalen over de Zwarte Dood in de vroegmoderne tijd
Hoewel er bijna 350 jaar lang Joodse verhalen waren verteld over de Zwarte Dood, waren er geen geschreven verslagen tot het werk Maase Nissim uit 1696 van Jiftach Joseph Juspa ben Naftali Herz of Juspa Schammes, zoals hij vaak werd genoemd. Hij was een schrijver en gedurende tientallen jaren Schammes (koster) van de gemeenschap in Worms. Zijn verslagen waren bedoeld om te laten zien dat de Joden niet passief waren, maar dat ze actie hadden ondernomen om niet onvermijdelijk de zondebok worden. Hoewel Juspa beweert dat de Joden zich tegen de bloedbaden hadden verzet, zijn er ook tegenstrijdige verslagen die beweren dat er geen bewijs is van "gewapend verzet".